# Messier 62
Messier 62 hay M62 hoặc NGC 6266 là một cụm sao cầu trong chòm sao xích đạo Xà Phu. Nó được Charles Messier phát hiện vào ngày 7 tháng 6 năm 1771, sau đó được ông thêm vào danh mục của mình vào năm 1779.
M62 ở khoảng cách khoảng 22.200 năm ánh sáng (ly) từ Trái Đất và 5.500 năm ánh sáng từ trung tâm Ngân Hà. Nó là một trong mười cụm sao cầu lớn nhất và sáng nhất trong dải Ngân Hà, với cấp sao tuyệt đối tích hợp là -9,18. Cụm sao này có khối lượng ước tính 1,22×106M☉ và tỷ lệ khối lượng-ánh sáng là 2,05±0,04 trong dải V. Cụm sao này có độ elip dự kiến là 0,01, nghĩa là về cơ bản nó là hình cầu. Chi tiết mật độ của các thành viên của cụm sao này cho thấy nó chưa trải qua sự sụp đổ lõi. Nó có bán kính lõi là 1,3 ly (0,39 pc), bán kính một nửa khối lượng 9,6 ly (2,95 pc) và bán kính một nửa ánh sáng 1,83 pc (6,0 ly). Mật độ sao ở lõi là 5,13 M☉ trên mỗi parsec khối. Nó có bán kính thủy triều là 59 ly (18,0 pc).
Cụm sao này cho thấy nó có ít nhất hai quần thể sao khác nhau, rất có thể đại diện cho hai giai đoạn hình thành sao riêng biệt. Trong số các sao dãy chính trong cụm sao, 79%±1% là từ thế hệ thứ nhất và 21%±1% từ thế hệ thứ hai. Thế hệ thứ hai bị các vật liệu do thế hệ thứ nhất giải phóng ra làm ô nhiễm. Cụ thể, sự phổ biến của heli, cacbon, magnesi, nhôm và natri là khác nhau giữa hai quần thể sao này.
Dấu hiệu cho thấy cụm sao này là hệ thống Oosterhoff loại I hay hệ thống "giàu kim loại". Một nghiên cứu năm 2010 đã xác định được 245 ngôi sao biến quang trong trường của cụm sao này, trong đó có 209 sao là sao biến quang RR Lyrae, 4 sao là sao biến quang Cepheid loại II, 25 sao là sao biến quang chu kỳ dài và 1 là sao đôi che khuất. Cụm sao này có thể chứng minh là phong phú nhất Ngân Hà về các sao biến quang RR Lyrae. Nó có 6 sao xung đôi mili giây, bao gồm một sao xung (COM6266B) đang biểu thị thiên thực từ khí phát ra từ sao đồng hành của nó. Nó có nhiều nguồn tia X, bao gồm 50 nguồn trong bán kính một nửa khối lượng. 47 ứng cử viên sao lạc hàng lam đã được xác định, được hình thành từ sự hợp nhất của hai ngôi sao trong một hệ sao đôi, và những ngôi sao này tập trung có độ ưu tiên gần khu vực lõi.
Người ta đưa ra giả thuyết rằng cụm sao này có thể là nơi chứa một lỗ đen khối lượng trung bình (IMBH), và nó được coi là đặc biệt thích hợp để tìm kiếm một thiên thể như vậy. Việc kiểm tra chuyển động riêng của các ngôi sao trong phạm vi 17 giây cung của lõi không cần có một IMBH để giải thích. Tuy nhiên, các mô phỏng không thể loại trừ một IMBH có khối lượng vài nghìn M☉. Dựa trên các đo đạc vận tốc xuyên tâm trong vòng một giây cung của phần lõi, Kiselev et al. (2008) đã khẳng định rằng có một IMBH với khối lượng trong khoảng (1–9)×103 M☉.

## Thư viện

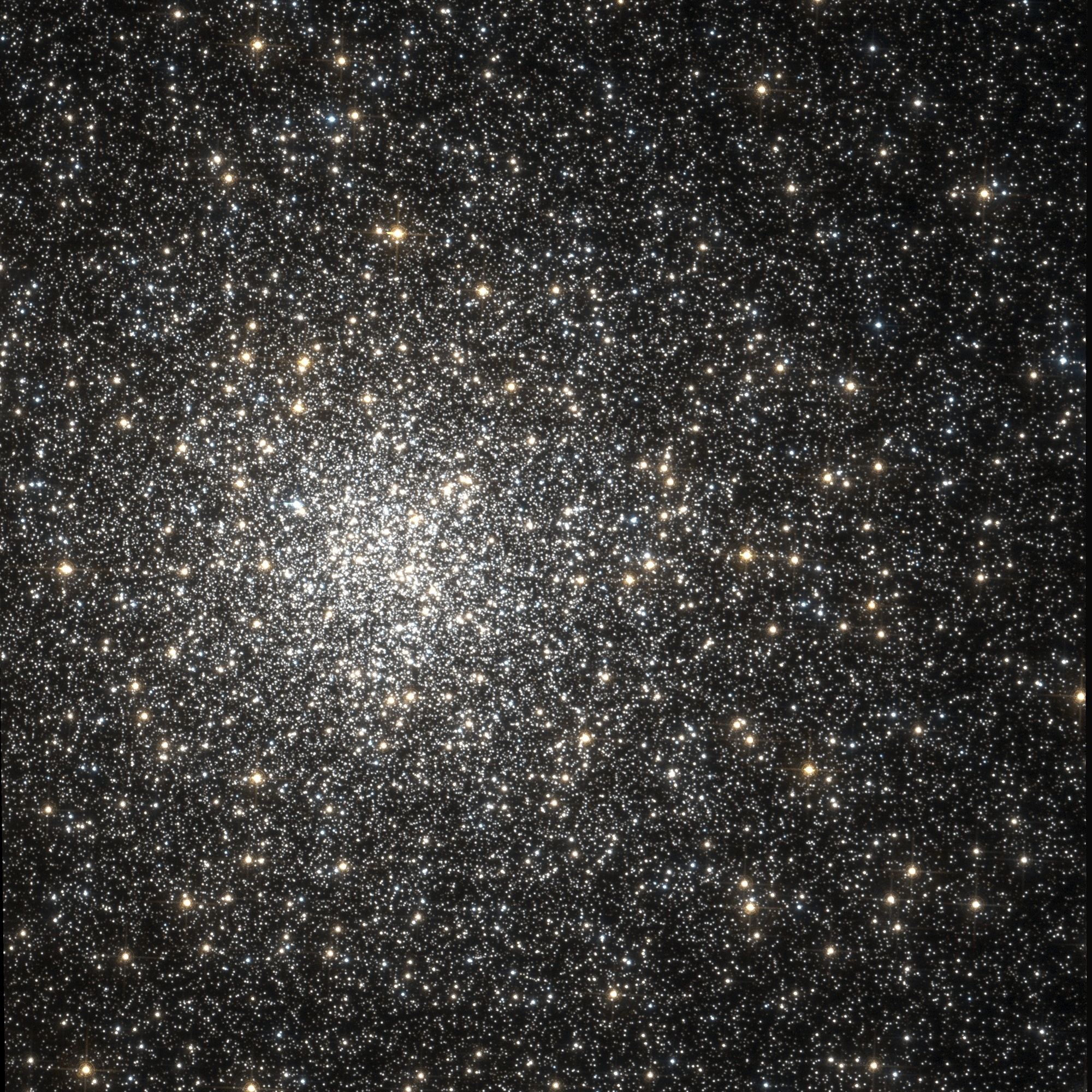
Messier 62 do kính viễn vọng không gian Hubble chụp; phạm vi quan sát 1,65 phút cung.
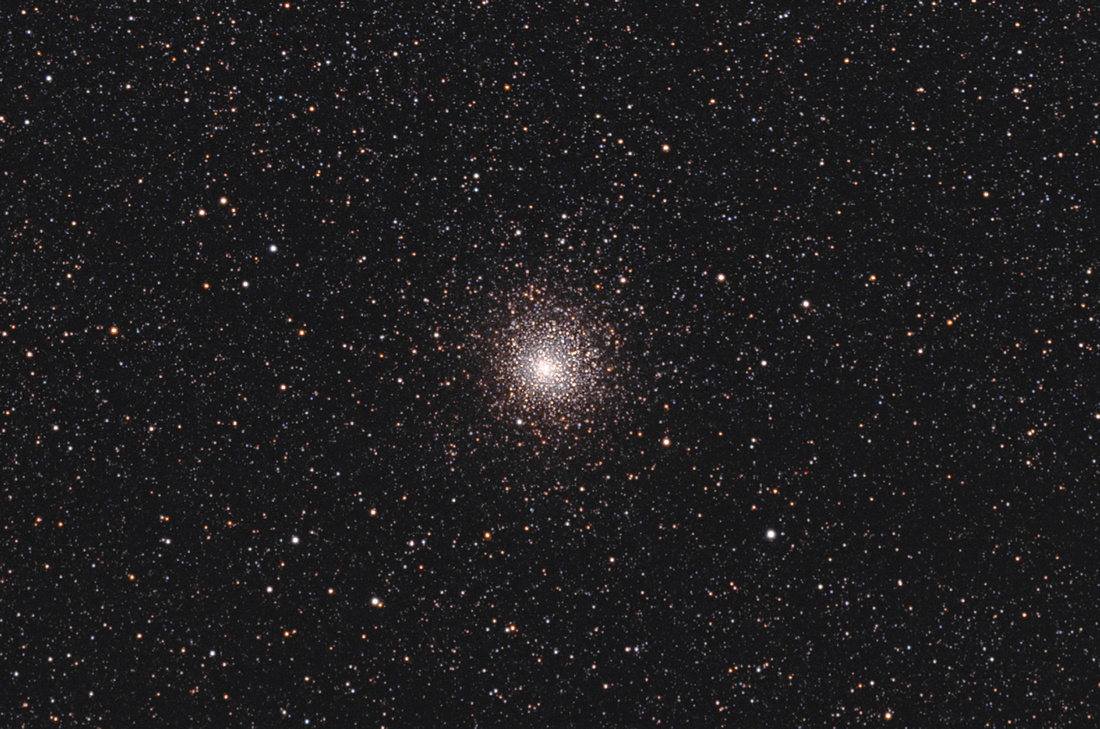
Cụm sao cầu M62 trong kính thiên văn nghiệp dư.
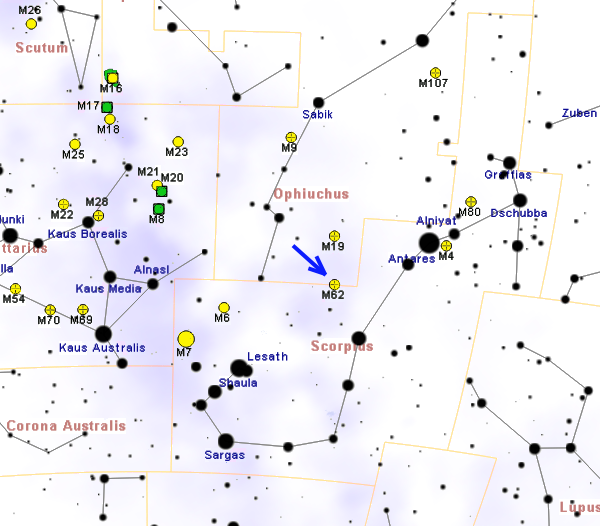
Bản đồ chỉ ra vị trí của M62.